# Proculus (gênero)
Proculus (cuja etimologia indica ser um sobrenome romano nobre) é um gênero de insetos da ordem Coleoptera e da família Passalidae, compreendendo sete espécies de escaravelhos de florestas tropicais e subtropicais úmidas e montanhosas e que estão distribuídas desde o México, no sul da América do Norte, até a Colômbia, no norte da América do Sul; passando pela América Central, mas ausentes das Antilhas e ilhas próximas; com a maior abundância de suas espécies na Guatemala. Foi classificado por Johann Jakob Kaup, em 1868; no texto "Prodromus zu einer Monographie der Passaliden"; publicado no Coleopterologische Hefte 1(3), páginas 4-32, e sua espécie-tipo é Proculus goryi; originalmente denominada Passalus goryi, por André Melly, em 1833.

Na Guatemala se podem encontrar cinco das sete espécies do gênero Proculus.[2]

## Descrição
Besouros Passalidae do gênero Proculus divergem ligeiramente em relação à típica conformação semirretangular de sua família, sendo dotados de élitros ovalados, asas reduzidas (sem a capacidade de voo), superfície ventral com cerdas amarelas eretas, antenas com lamelas curvas, com largura superior a quatro vezes o seu comprimento, e dimensões corporais superiores aos 5 centímetros; variando entre 5.1 até 8 centímetros de comprimento.

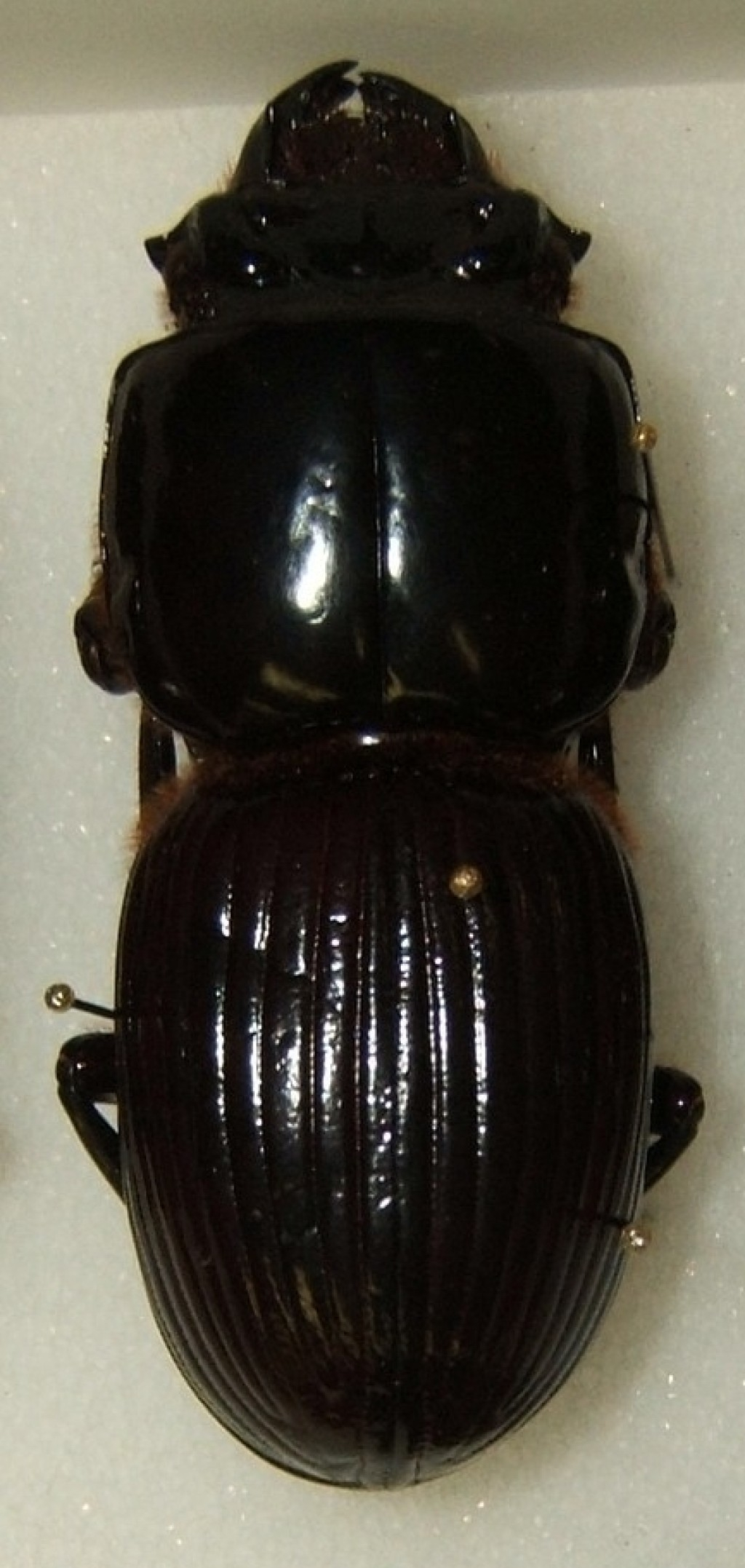
Vista superior de um espécime de Proculus mniszechi; da coleção da Universidade do Texas A&M, em College Station, Texas (EUA).

## Espécies deProculuse sinonímia
- Proculus goryi (Melly, 1833)
- Proculus opacipennis (Thompson, 1857)[2] (ex Proculus beckeri Zang, 1905 e Proculus densipennis Casey, 1914)[5]
- Proculus mniszechi Kaup, 1868[2] (ex Proculus kraatzi Kuwert, 1898 e Proculus magister Casey, 1897)[5]
- Proculus  burmeisteri Kuwert, 1891[2] (ex Proculus mandibularis Casey, 1914)[5]
- Proculus opacus Kuwert, 1891
- Proculus  jicaquei Schuster, Cano & Reyes-Castillo, 2003
- Proculus reyescastilloi Delgado & Mora-Aguilar, 2014[2]